# Студенка (Крупський район)
Студенка (біл. вёска Студзёнка) — село в складі Крупського району Мінської області, Білорусь. Село підпорядковане Крупській сільській раді, розташоване в східній частині області.